# 滚地龙
滚地龙，沪语中对于棚户区和居住于棚户区内的穷苦民众的统称。

曾经居住于上海潘家湾地区的“滚地龙”

## 简介
20世纪40年代，由于战争和自然灾害等因素，一批批农村人口从安徽、苏北以及山东等地不断流入上海境内。因生活困苦，这些人往往无法在上海购置土地房屋，于是便就地取材用泥巴、茅草、竹竿、废弃木材、碎砖、帐篷等材料搭建非常简易的临时住所。这类临时住所通常仅有1米余高，呈隧道状且无窗，出入形同钻洞，故而被称之为“滚地龙”。棚户区内居民多以拾荒、踏三轮车为业，居住环境恶劣，生活十分贫困。“滚地龙”一度散布上海各个角落，但以闸北区蕃瓜弄为最多。

## 相关阅读
- 三湾一弄
- 斯文里
- 盲流
- 流民